# Guainía
Guainía är ett av Colombias departement. Det är landets befolkningsmässigt minsta och är belägen i amazonasområdet i östra delen av landet. Guainía begränsar med departementen Vichada, Guaviare och Vaupés samt med länderna Venezuela och Brasilien. Huvudstaden Inírida är en hamnstad vid Iníridafloden, och är den enda större orten i departementet.

## Administrativ indelning
Departementet är indelat i två kommuner samt sju så kallade Corregimientos departamentales, vilka är kommunliknande enheter som styrs direkt från departementets centrala myndigheter. Mapiripana och Barranco Minas tidigare corregimientos departamentale uppgick 2019 i den nyabildade kommunen Barrancominas.
- Kommuner

1. Barrancominas
2. Inírida

- Corregimientos departamentales

1. Cacahual
2. La Guadalupe
3. Morichal
4. Pana Pana
5. Puerto Colombia
6. San Felipe